# میک میلز
میک میلز (به انگلیسی: Mick Mills) زادهٔ ۴ ژانویه ۱۹۴۹ بازیکن فوتبال اهل انگلستان بود که سابقهٔ بازی در تیم ملی فوتبال انگلستان را در کارنامهٔ خود دارد. وی در تاریخ ۱۱ اکتبر ۱۹۷۲ نخستین بازی ملی خود را در مقابل تیم ملی فوتبال یوگسلاوی انجام داد و با حضور در ۴۲ بازی ملی، در تاریخ ۵ ژوئیه ۱۹۸۲ واپسین بازی ملی‌اش را در برابر تیم ملی فوتبال اسپانیا برگزار کرد.